# Tischdeckenzwinge

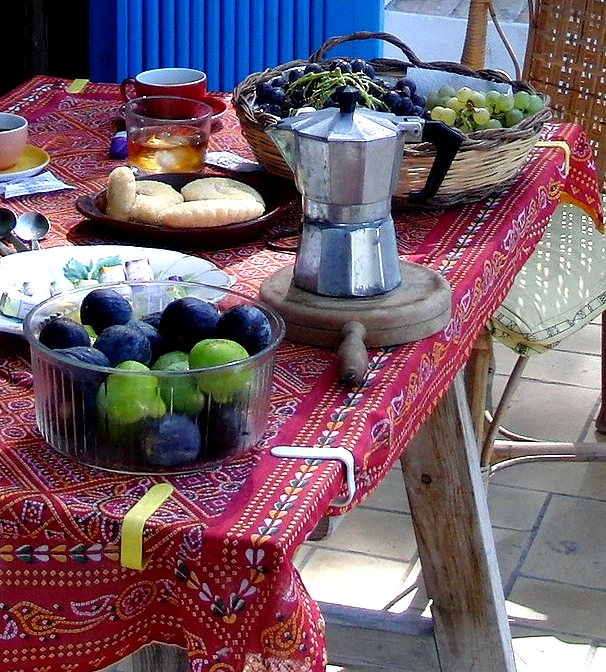
Tisch mit vier Tischdeckenzwingen an den Ecken

Eine Tischdeckenzwinge (auch Tischdeckenklammer oder kurz Tischklammer genannt) dient zur Befestigung einer Tischdecke an einen Tisch.
Sie wird meistens bei Tischen im Freien verwendet, um ein Abheben der Tischdecke durch Wind (oder andere äußere Wettereinflüsse oder sonstige Bedingungen) vom Tisch zu vermeiden. Die Tischdeckenzwingen können aus verschiedenen Materialien wie Kunststoff oder Metall sein und auch unterschiedliche Formen, Farben und Verzierungen haben.
Das Pendant zur Tischdeckenzwinge bildet das Tischdeckengewicht, bei dem die Tischdecke nicht am Tischrand eingeklemmt, sondern mit kleinen Gewichten beschwert wird.